# 245-я стрелковая дивизия
245-я стрелковая Валгинско-Режицкая Краснознамённая дивизия — войсковое соединение Рабоче-крестьянской Красной армии, принимавшее участие в Великой Отечественной войне.

## История
Дивизия сформирована в период с 25 июня по 15 июля 1941 года в Вышнем Волочке, за счёт личного состава, который первоначально предназначался для пополнения территориальных дивизий в Прибалтике.
В действующей армии во время ВОВ с 15 июля 1941 по 27 января 1944, с 3 февраля 1944 по 4 декабря 1944 и с 26 декабря 1944 по 11 мая 1945 года.

### Демянск, Старая Русса
14 июля 1941 года дивизия вошла в состав 29-й армии и с 15 июля 1941 года совершает марш на станцию Бологое с задачей занять круговую оборону в районе станции. К исходу 16 июля 1941 года дивизия заняла оборону в назначенном районе, но уже 19 июля 1941 года был получен приказ о сосредоточении дивизии в районе Демянска, выступила маршем по маршруту Куженково, Градобить, Заречье, к 23 июля 1941 года сосредоточилась под Демянском. 28 июля 1941 года вошла в состав 34-й армии и воевала в её составе до ноября 1943 года.
C 4 августа 1941 года дивизия совершает марш на запад, 11 августа 1941 года переправляется через Ловать в районе Будомицы, Коломно, Чириковщина. C 12 августа 1941 года наступает на северо-запад в ходе контрудара под Старой Руссой, наступление продолжается вплоть до 15 августа 1941 года, без серьёзных боёв, когда дивизия заняла оборону по линии дороги Славитино — Большое Междуречье в районе посёлка Волот. В этот день дивизия вошла в боевое соприкосновение с противником и подверглась мощнейшим авиационным ударам, продолжительностью до пяти часов, несёт большие потери. 18 августа 1941 года дивизия получила приказ вести оборону рубежа, с тем, чтобы не допустить прорыва противника на восток в тыл 34-й армии. С 19 по 24 августа 1941 года дивизия держит оборону, отступая и постоянно подвергаясь воздействию авиации.

В эти дни все части подверглись сильнейшей бомбардировке и обстрелу с самолётов противника: бомбардировка начиналась с рассвета и заканчивалась с наступлением сумерек, в воздухе находилось от 30 до 50 самолётов противника; самолёты противника преследовали каждого человека, показавшегося на открытом месте, снижаясь до 100 м. Вследствие чего дивизии был нанесён громадный ущерб в личном составе, матчасти и конском составе (3/4 лошадей было убито). Днём личный состав, автотранспорт и обозы скрывались в лесах, щелях и окопах. Части перемешались.
Связь внутри дивизии была утрачена, и противник, выйдя к 22 августа 1941 года на Ловать, тем самым отрезал от своих дивизию. Разрозненные подразделения дивизии самостоятельно выходили из окружения на восток. К 25 августа 1941 года на рубеже Кокорино, Великое Село, Нижняя Сосновка, Матасово, уже восточнее Залучья собралось 2038 человек из состава дивизии, бывшей к началу боёв полноценным соединением. С 25 августа 1941 года по 14 сентября 1941 года остатки дивизии с приданным ей 73-м стрелковым полком 33-й стрелковой дивизии с боями отходит на восток. В первой декаде сентября 1941 года остатки дивизии, насчитывающие не более 1000 человек, вновь попали в окружение близ Демянска, остатки личного состава выходили разрознено, в основном между Демянском и Лычково и сосредоточивались к 12 сентября 1941 года в районе озёр Вельё и Пестовское, (деревни Кирилловщина, Злодари, Мирохны). Ведёт там позиционные бои. С 15 октября 1941 года в районе Лобаново, Исаково отбивает вместе со 188-й стрелковой дивизией немецкое наступление на Валдай, один из полков попал в окружение, только пропавшими без вести потерял 400 человек.
В январе — марте 1942 года принимает участие в Демянской операции, участвует в окружении Демянска. После деблокады Демянского гарнизона в апреле 1943 года, ведёт позиционные бои в полосе Лычково — Вельё. В ходе Демянской операции февраля 1943 года преследует отступающие немецкие войска.
В марте 1943 года переброшена на непосредственные подступы к Старой Руссе в район Медниково, Липовицы и до октября 1943 года находится там. Предпринимала безуспешные попытки штурма Старой Руссы 18—21 марта 1943 года и 17—23 августа 1943 года.

### Пустошка, Великие Луки
В октябре 1943 года переброшена в район Пустошки Псковской области, где ведёт бои до конца января 1944 года, потом грузится на эшелоны и пополняется в районе Ольгино, Лисьего Носа северо-западнее Ленинграда.

### Гдов, Струги Красные
В феврале 1944 года совершает марш на юго-запад в верховья реки Псковы (район Красный Дубок, Замогилье, Рокино), участвует в завершающем этапе Ленинградско-Новгородской операции.
С марта по июль 1944 года дислоцируется на восточном берегу Псковского озера, ведёт бои северо-западнее Пскова.

### Освобождение Прибалтики
С 3 по 11 июля 1944 года дивизия из-под Пскова совершает 300-километровый марш на юго-восток, в Пушкиногорский район, на плацдарм на западном берегу реки Великая в 25 километрах северо-восточнее Деванисово. 17 июля 1944 года дивизия была введена в прорыв обороны противника из-за правого фланга наступавшей в первом эшелоне 53-й гвардейской стрелковой дивизии, с задачей развития успеха и преследования противника в юго-западном направлении. С 18 по 23 июля 1944 года наступает с боями, преследуя отступающего противника, освободила железнодорожную станцию Ваверес, затем наступает в районе Лиепны.
Продолжая наступление, в августе 1944 года форсирует реку Айвиексте в 10 километрах северо-восточнее населённого пункта Ляудона в Мадонского района, на 11 августа 1944 года ведёт бои у населённого пункта Колныэки. В конце августа 1944 года переброшена в район Валги, с 14 сентября 1944 года переходит в наступление на город, прорывает оборону противника и 19 сентября 1944 года с юго-востока с боем вошла в Валгу. Продолжая наступление, дивизия вышла к концу сентября 1944 года к укреплённом рубежу Сигулда.
К 12 октября 1944 года дивизия находилась на юго-восточном берегу озера Кишэзерс, имея правым соседом 376-ю стрелковую дивизию, левым — 82-ю стрелковую дивизию. 13 октября 1944 года дивизия по Псковскому шоссе перешла в наступление, вышла к Югле, ворвалась в Ригу, и подавляя редкие вражеские заслоны, двинулась по улице Бривибас к центру города. 15 октября 1944 года дивизия, из-за потерь сведённая в один, 898-й стрелковый полк, форсировала Даугаву в районе южной части морского порта и начал преследовать противника в Пардаугаве. До начала декабря находится на оборонительном рубеже юго-восточнее Тукумса.
С 29 ноября 1944 года переформируется на основании директивы Генерального штаба № 849/2/орг. В соответствии с этой директивой к 30 декабря 1944 года две дивизии, 245-я Валгинская и 379-я Режицкая стрелковые дивизии переформировывались в одну на базе 245-й стрелковой дивизии. После переформирования дивизия сохранила почётное наименование 379-й стрелковой дивизии и стала именоваться как 245-я стрелковая Валгинско-Режицкая дивизия.

### Польша и Чехословакия
К началу января 1945 года переброшена в Польшу, сосредоточилась на восточном берегу Вислы, в районе Жешува. С 4 января 1945 года совершает марш к, находясь в резерве армии, замыкая армейскую колонну.
К началу Сандомирско-Силезской операции перед дивизией стояла задача двигаться за наступающими войсками 115-го стрелкового корпуса, к исходу третьего дня наступления выйти на рубеж Дзялошице, Дрожеевице, Куявки и быть в готовности к наступлению на Ксенж-Вельки, Мехув или Сломники. Дивизия была введена в бой из резерва только утром 19 января 1945 года, штурмует Краков. При поддержке 24-го штурмового батальона и 13-й гвардейской танковой бригады, дивизия форсировала Вислу и днём заняла западную и южную части Кракова, а к концу дня, вместе с частями 92-й стрелковой дивизии, полностью освободила город. С 21 января 1945 года возобновила наступление в направлении на Катовице, опять же находясь во втором эшелоне армии. Введена в бой 27 января 1945 года с плацдарма на реке Пшемша, во второй половине дня вошла вслед за танками в восточную часть Катовице и к 28 января 1945 года полностью очистила город. К вечеру 30 января 1945 года дивизия маршем вышла к Одеру и с ходу форсировала его в районе Рейгерсфельда, на подступах к городу Козель до 19 февраля 1945 года ведёт тяжёлые бои за удержание плацдарма, наводит переправы через реку.
Приблизительно в том же районе (в 55 километрах юго-западнее Беутена у деревни Розенгрунд на оппельнском направлении) ведёт бои в феврале 1945 в ходе Нижне-Силезской наступательной операции.  1 марта 1945 года перешла по приказу к обороне на плацдарме в полосе Клагенау, Кляйн Элльгут. Перед дивизией держали оборону части немецкой 344-й пехотной дивизии. 8 марта 1945 года немецкие войска перешли в массированное наступление в общем направлении на Розенгрунд с задачей выйти на реку Одер в 5-6 километрах юго-восточнее Фриденау, сумели прорвать в нескольких местах оборону дивизии, продвинуться на 1-3 километра, но успех развить не смогли, и 9 марта 1945 года в результате контратаки почти все прежние позиции были отбиты. Подобные же бои в полосе дивизии продолжались по 12 марта 1945 года.  Затем дивизия перешла в наступление, 19 марта 1945 года приняла участие в освобождении города Обер-Глогау, к 20 марта 1945 года вышла в предгорья Судет.
В ходе Пражской операции с боями продвигается к Праге через Нейсе, затем преследует отступающие на запад немецкие войска.
Закончила дивизия войну в Сольнице, Опочно и Градец-Кралове.

## Состав
- 898-й стрелковый полк (подполковник И. Е. Попов)
- 901-й стрелковый полк (подполковник И. Е. Попов)
- 904-й стрелковый полк
- 934-й (770-й) артиллерийский полк
- 773-й гаубичный артиллерийский полк (до 10.09.1941)
- 301-й отдельный истребительно-противотанковый дивизион
- 322-я отдельная разведывательная рота
- 411-й отдельный сапёрный батальон
- 663-й отдельный батальон связи (584-я отдельная рота связи)
- 276-й отдельній медико-санитарный батальон
- 241-я отдельная рота химический защиты
- 310-я автотранспортная рота (501-й автотранспортный батальон)
- 37-я (258-я) полевая хлебопекарня
- 90-й (368-й) дивизионный ветеринарный лазарет
- 3814-я (671-я, 920-я) полевая почтовая станция
- 314-я полевая касса Государственного банка

## Подчинение
| Дата            | Фронт (округ)            | Армия             | Корпус                             | Примечания  |
| --------------- | ------------------------ | ----------------- | ---------------------------------- | ----------- |
| 01.07.1941 года | Московский военный округ | -                 | -                                  | формируется |
| 10.07.1941 года | Московский военный округ | -                 | -                                  | формируется |
| 01.08.1941 года | Резервный фронт          | 34-я армия        | -                                  | -           |
| 01.09.1941 года | Северо-Западный фронт    | 34-я армия        | -                                  | -           |
| 01.10.1941 года | Северо-Западный фронт    | 34-я армия        | -                                  | -           |
| 01.11.1941 года | Северо-Западный фронт    | 34-я армия        | -                                  | -           |
| 01.12.1941 года | Северо-Западный фронт    | 34-я армия        | -                                  | -           |
| 01.01.1942 года | Северо-Западный фронт    | 34-я армия        | -                                  | -           |
| 01.02.1942 года | Северо-Западный фронт    | 34-я армия        | -                                  | -           |
| 01.03.1942 года | Северо-Западный фронт    | 34-я армия        | -                                  | -           |
| 01.04.1942 года | Северо-Западный фронт    | 34-я армия        | -                                  | -           |
| 01.05.1942 года | Северо-Западный фронт    | 34-я армия        | -                                  | -           |
| 01.06.1942 года | Северо-Западный фронт    | 34-я армия        | -                                  | -           |
| 01.07.1942 года | Северо-Западный фронт    | 34-я армия        | -                                  | -           |
| 01.08.1942 года | Северо-Западный фронт    | 34-я армия        | -                                  | -           |
| 01.09.1942 года | Северо-Западный фронт    | 34-я армия        | -                                  | -           |
| 01.10.1942 года | Северо-Западный фронт    | 34-я армия        | -                                  | -           |
| 01.11.1942 года | Северо-Западный фронт    | 34-я армия        | -                                  | -           |
| 01.12.1942 года | Северо-Западный фронт    | 34-я армия        | -                                  | -           |
| 01.01.1943 года | Северо-Западный фронт    | 34-я армия        | -                                  | -           |
| 01.02.1943 года | Северо-Западный фронт    | 34-я армия        | -                                  | -           |
| 01.03.1943 года | Северо-Западный фронт    | 34-я армия        | -                                  | -           |
| 01.04.1943 года | Северо-Западный фронт    | 34-я армия        | -                                  | -           |
| 01.05.1943 года | Северо-Западный фронт    | 34-я армия        | -                                  | -           |
| 01.06.1943 года | Северо-Западный фронт    | 34-я армия        | -                                  | -           |
| 01.07.1943 года | Северо-Западный фронт    | 34-я армия        | -                                  | -           |
| 01.08.1943 года | Северо-Западный фронт    | 34-я армия        | -                                  | -           |
| 01.09.1943 года | Северо-Западный фронт    | 34-я армия        | -                                  | -           |
| 01.10.1943 года | Северо-Западный фронт    | 34-я армия        | -                                  | -           |
| 01.11.1943 года | 2-й Прибалтийский фронт  | 22-я армия        | -                                  | -           |
| 01.12.1943 года | 2-й Прибалтийский фронт  | 3-я ударная армия | 100-й стрелковый корпус            | -           |
| 01.01.1944 года | 2-й Прибалтийский фронт  | 3-я ударная армия | 90-й стрелковый корпус             | -           |
| 01.02.1944 года | Резерв Ставки ВГК        | -                 | -                                  | -           |
| 01.03.1944 года | Ленинградский фронт      | 42-я армия        | 98-й стрелковый корпус             | -           |
| 01.04.1944 года | Ленинградский фронт      | 42-я армия        | 98-й стрелковый корпус             | -           |
| 01.05.1944 года | Ленинградский фронт      | 42-я армия        | 118-й стрелковый корпус            | -           |
| 01.06.1944 года | 3-й Прибалтийский фронт  | 42-я армия        | 118-й стрелковый корпус            | -           |
| 01.07.1944 года | 3-й Прибалтийский фронт  | 42-я армия        | 118-й стрелковый корпус            | -           |
| 01.08.1944 года | 3-й Прибалтийский фронт  | 54-я армия        | 7-й стрелковый корпус              | -           |
| 01.09.1944 года | 3-й Прибалтийский фронт  | 1-я ударная армия | 12-й гвардейский стрелковый корпус | -           |
| 01.10.1944 года | 3-й Прибалтийский фронт  | 1-я ударная армия | 119-й стрелковый корпус            | -           |
| 01.11.1944 года | 2-й Прибалтийский фронт  | 1-я ударная армия | 119-й стрелковый корпус            | -           |
| 01.12.1944 года | 2-й Прибалтийский фронт  | 1-я ударная армия | -                                  | -           |
| 01.01.1945 года | 1-й Украинский фронт     | 59-я армия        | -                                  | -           |
| 01.02.1945 года | 1-й Украинский фронт     | 59-я армия        | 115-й стрелковый корпус            | -           |
| 01.03.1945 года | 1-й Украинский фронт     | 59-я армия        | 115-й стрелковый корпус            | -           |
| 01.04.1945 года | 1-й Украинский фронт     | 59-я армия        | 115-й стрелковый корпус            | -           |
| 01.05.1945 года | 1-й Украинский фронт     | 59-я армия        | 115-й стрелковый корпус            | -           |

## Награды и наименования
| Награда (наименование)             | Дата                                                                | За что награждена |
| ---------------------------------- | ------------------------------------------------------------------- | --- |
| Орден Красного Знамени             | Указ Президиума Верховного Совета СССР от 05.04.1945                | За образцовое выполнение заданий командования в боях с немецкими захватчиками при очищении от противника Домбровского угольного района и южной части промышленного района немецкой Верхней Силезии и проявленные при этом доблесть и мужество. |
| Почётное наименование «Режицкая»   | Приказ Верховного Главнокомандующего СССР от 07.12.1944 года        | по преемственности от включённой в состав 379 СД |
| Почётное наименование «Валгинская» | Приказ Верховного Главнокомандующего СССР № 0351 от 31.10.1944 года | за отличия личного состава при освобождение города Валга. |

Награды частей дивизии:
- 898-й стрелковый Краковский ордена Александра Невского[13] полк
- 901-й стрелковый ордена Суворова[14] полк
- 904-й стрелковый ордена Александра Невского[13] полк
- 934-й артиллерийский Рижский полк

## Командование

### Командиры
- Корчиц, Владислав Викентьевич (26.06.1941 — 28.08.1941), комбриг
- Ничушкин, Василий Николаевич (29.08.1941 — 18.09.1941), полковник
- Озеров, Фёдор Петрович (19.09.1941 — 02.04.1942), полковник, с 07.10.1941 генерал-майор
- Сенькевич, Василий Адамович (03.04.1942 — 26.10.1942), полковник
- Ильин, Константин Тимофеевич (27.10.1942 — 19.03.1943), полковник
- Александров Сергей Николаевич (20.03.1943 — 12.03.1944), генерал-майор
- Юлдашев, Гариф Зиятдинович (13.03.1944 — 04.04.1944), полковник
- Александров Сергей Николаевич (05.04.1944 — 22.05.1944), генерал-майор
- Родионов, Владимир Аркадьевич (23.05.1944 — 11.05.1945), полковник, с 13.09.1944 генерал-майор.

### Начальники штаба
- Гайнутдинов Саид-Гарей Гайфутдинович (26.06.1941 — ??.12.1941), подполковник

## Отличившиеся воины дивизии
| Награда | Ф. И. О.                          | Должность                                                            | Звание            | Дата награждения | Примечания                                                                 |
| ------- | --------------------------------- | -------------------------------------------------------------------- | ----------------- | ---------------- | -------------------------------------------------------------------------- |
|         | Аблязов, Фахрутдин Рахматгалиевич | Командир стрелкового отделения 904-го стрелкового полка              | старший сержант   | 10.04.1945       | -                                                                          |
|         | Андрешов, Алексей Иванович        | Помощник командира стрелкового взвода 898-го стрелкового полка       | младший сержант   | 10.04.1945       | посмертно, погиб 30.01.1945                                                |
|         | Аносов, Николай Константинович    | Командир стрелкового взвода 898-го стрелкового полка                 | младший лейтенант | 10.04.1945       |                                                                            |
|         | Бордаков, Григорий Фокович        | Командир взвода 904-го стрелкового полка                             | сержант           | 10.04.1945       | -                                                                          |
|         | Дряничкин, Михаил Ефимович        | командир батальона 904-го стрелкового полка                          | капитан           | 10.04.1945       | посмертно, погиб 30.01.1945                                                |
|         | Едиханов, Андрей Иванович         | Командир отделения взвода пешей разведки 901-го стрелкового полка    | старший сержант   | 06.05.1991       | посмертно, был дважды награждён 2-й степенью                               |
|         | Зубков, Даниил Ильич              | Командир расчёта 45-мм пушки 901-го стрелкового полка                | сержант           | 10.04.1945       |                                                                            |
|         | Калининский, Николай Никандрович  | Командир отделения 411-го отдельного сапёрного батальона             | младший сержант   | 27.06.1945       | Погиб в бою в мае 1945 года                                                |
|         | Киямов, Давли Киямович            | Командир отделения роты связи 901-го стрелкового полка               | сержант           | 10.04.1945       | -                                                                          |
|         | Ланцухай, Михаил Николаевич       | помощник командира разведывательного взвода 901-го стрелкового полка | сержант           | 10.04.1945       | -                                                                          |
|         | Литвиненко, Николай Евгеньевич    | Телефонист взвода связи стрелкового батальона                        | младший сержант   | 07.06.1968       | один из 22-х полных кавалеров ордена, награждённых четырьмя орденами Славы |
|         | Лютый, Григорий Михайлович        | Командир отделения 904-го стрелкового полка                          | сержант           | 10.04.1945       | -                                                                          |
|         | Половинкин, Александр Иванович    | Стрелок                                                              | ефрейтор          | 10.04.1945       | погиб 08.03.1945                                                           |
|         | Портнов, Григорий Андреевич       | Разведчик 901-го стрелкового полка                                   | старший сержант   | 27.06.1945       | -                                                                          |
|         | Родионов, Владимир Аркадьевич     | Командир дивизии                                                     | генерал-майор     | 06.04.1945       | -                                                                          |
|         | Ростиашвили, Шота Петрович        | командир отделения 904-го стрелкового полка                          | сержант           | 24.03.1945       | погиб 16.02.1945                                                           |
|         | Сотников, Николай Яковлевич       | Командир пулемётного расчёта                                         | ефрейтор          | 10.04.1945       | -                                                                          |
|         | Суворов, Владимир Иванович        | Командир отделения взвода пешей разведки                             | старшина          | 10.04.1945       | -                                                                          |
|         | Шамин, Гавриил Петрович           | Командир отделения 322 отдельной разведывательной роты               | старший сержант   | 27.06.1945       | -                                                                          |

## Память
- Музей Московского государственного библиотечного техникума
- Обелиск на Псковском шоссе, перед въездом в Ригу со словами: «С этого места 245-я стрелковая дивизия в ночь на 13 октября 1944 года начала решающий бой за освобождение Риги. Вечная слава павшим героям!»
- Памятник воинам дивизии в Опочно